# Taneatua
Taneatua ist ein Dorf im Whakatāne District der Region Bay of Plenty auf der Nordinsel von Neuseeland.

## Geographie
Das Dorf befindet sich rund 12 km südsüdöstlich von Whakatāne im Tal des Whakatāne River. Der Tauranga River passiert das Dorf an seiner Südseite und mündet rund 600 m südwestlich in den Whakatāne River.

## Bevölkerung
Zum Zensus des Jahres 2013 zählte das Dorf 786 Einwohner, 0,8 % weniger als zur Volkszählung im Jahr 2006.

## Infrastruktur

### Straßenverkehr
Der New Zealand State Highway 2 führt direkt durch das Dorf und verbindet es nach Nordwesten him mit dem rund 18 km entfernt liegenden Edgecumbe und nach Osten mit Opotiki, das 25 km entfernt liegt. Mit Whakatane ist das Dorf über eine direkt geführte Landstraße verbunden.

### Schienenverkehr
In Taneatua endete seit 1928 die East Coast Main Trunk Railway (ECMT). Durch eine geänderte Kilometrierung endet sie heute mit der früheren Zweigstrecke nach Kawerau. Die Strecke nach Taneatua ist heute dagegen als Nebenstrecke der ECMT eingestuft, derzeit aber ohne Verkehr. Zwischen 1928 und 1959 endete in Taneatua der Taneatua Express, der den Ort mit Auckland verband. Die Fahrzeit betrug zu Beginn der Verbindung 12 Stunden und konnte später auf 10:30 Stunden reduziert werden.

### Bildungswesen
Die Siedlung verfügt mit der Taneatua School über eine Grundschule mit den Jahrgangsstufen 1 bis 8. Im Jahr 2018 besuchten 148 Schüler die Schule.

## Sehenswürdigkeiten
In Taneatua befindet sich das Wharenui (Versammlungshaus)  Te Uru Taumatua der Ngāi Tūhoe, zu dem eine Bibliothek, Galerie, Archiv und ein großer Versammlungsraum gehören.